# Capitán Haddock
El Capitán Archibaldo Haddock es un personaje ficticio de la serie de historietas de Las aventuras de Tintín, creada por el dibujante belga Hergé. El capitán Haddock se dio a conocer en El cangrejo de las pinzas de oro y poco a poco fue ganando protagonismo en las aventuras del reportero como mejor amigo de Tintín. En su primera aparición era el capitán del navío Karabudjan, pasando posteriormente a ser un rico terrateniente, tras encontrar el tesoro de Rackham el rojo y convertirse en propietario del castillo de Moulinsart.

## Caracterización

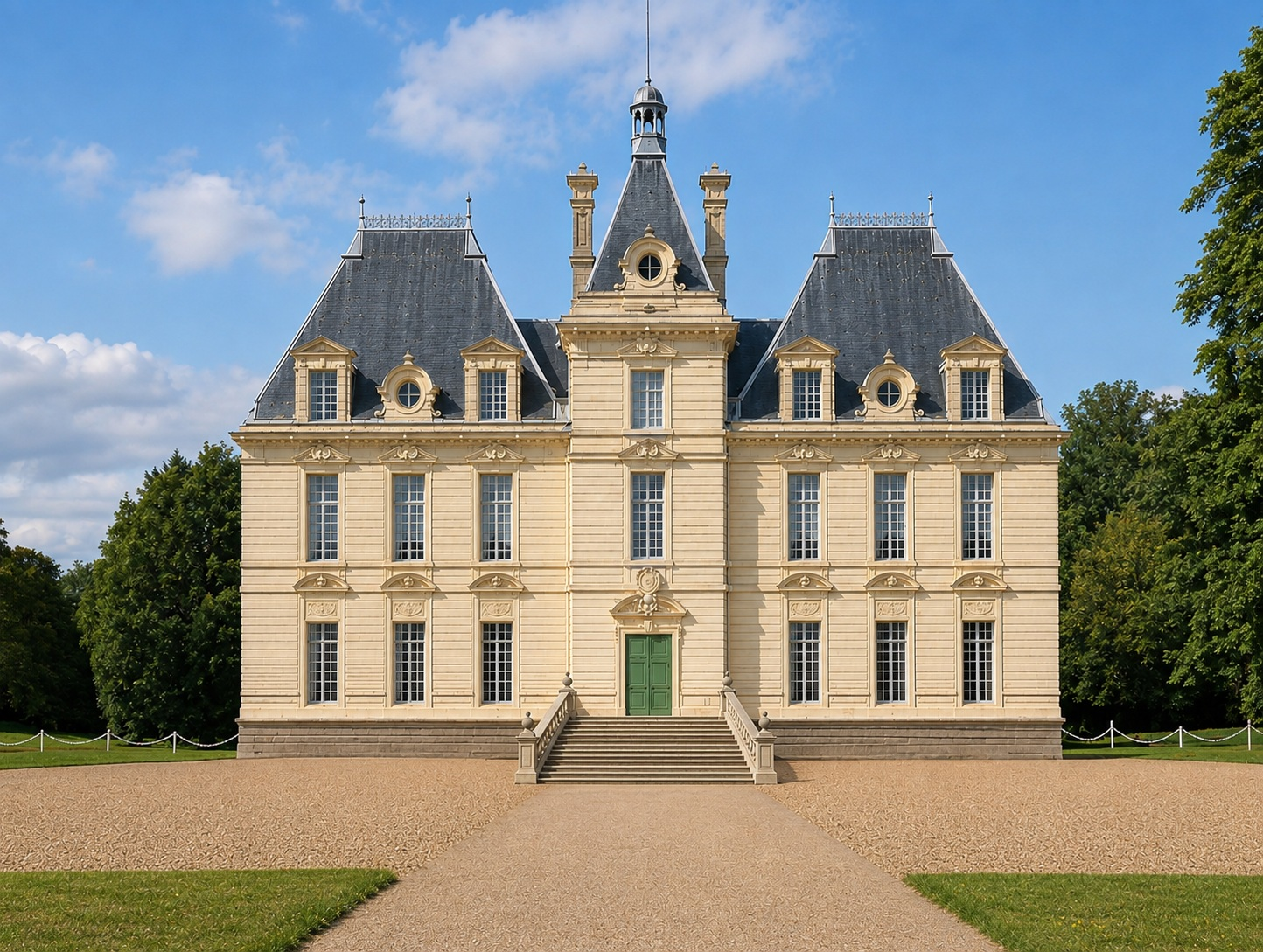
Recreación del castillo de Moulinsart, propiedad del Capitán Haddock

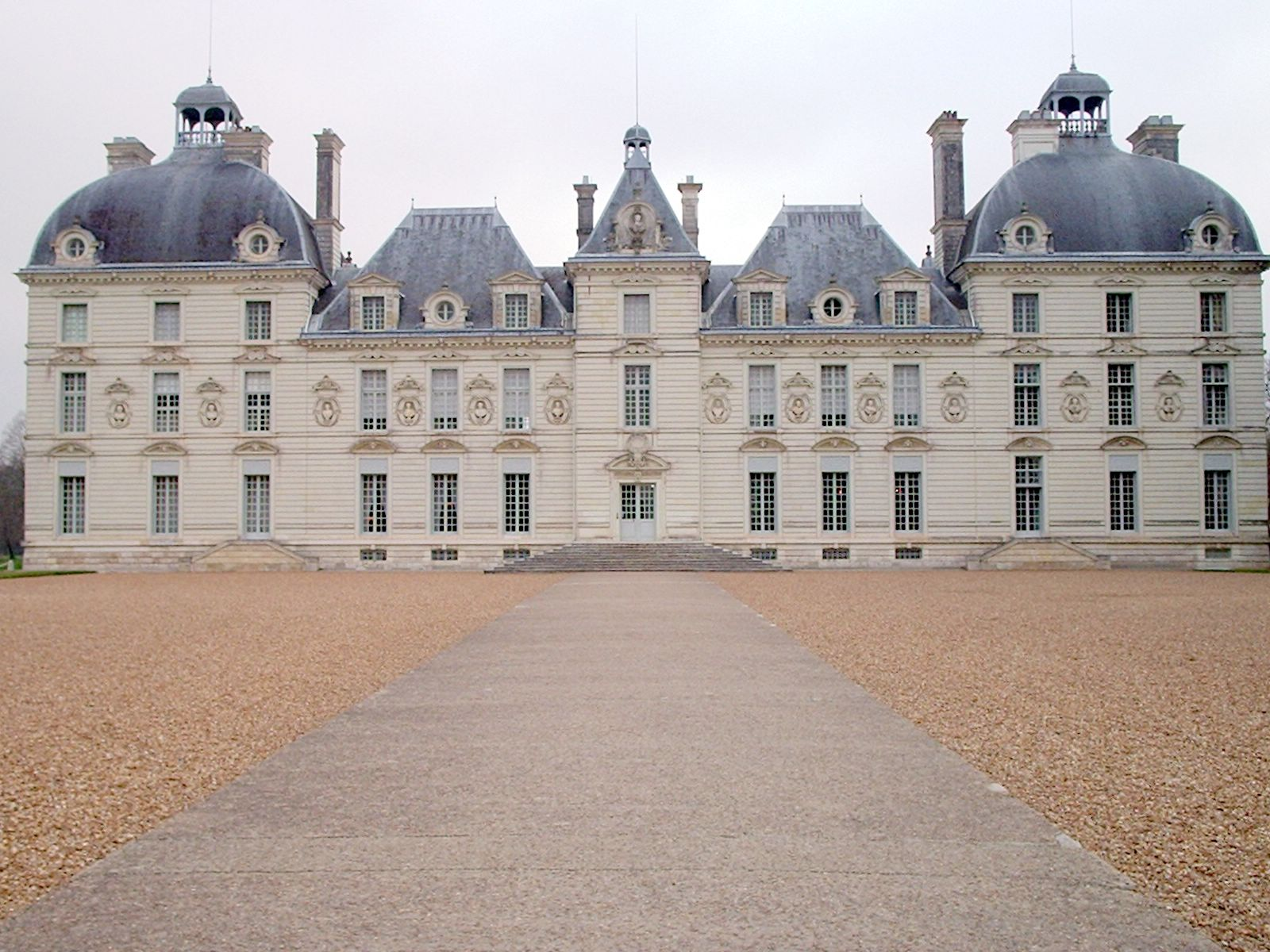
El "château de Cheverny" inspiración del de Moulinsart.

Tras su aparición inicial, Haddock va ganando protagonismo a lo largo de los álbumes. Hergé declaró que el personaje le había sido inspirado por Edgar Pierre Jacobs, aunque el capitán fue creado antes de que estos dos hombres se conocieran.[cita requerida] En efecto, la riqueza de rasgos de este personaje puede compararse a figuras propias de las novelas: una de sus características es actuar como contrapeso de Tintín gracias a su sarcasmo tosco, en momentos en los que el protagonista se vuelve demasiado "idealista".
El nombre de pila del personaje no fue revelado a los lectores hasta el último álbum que Hergé publicó, Tintín y los 'Pícaros'; aquí se presenta al capitán como Archibaldo (Archibald en la versión original).
El capitán es descendiente de otro famoso hombre de mar, el caballero Francisco (François) de Hadoque, marino al servicio del rey de Francia y gran enemigo del pirata Rackham el Rojo.
Haddock suele presentar una vocación de caballero a la antigua usanza, opuesta a un hombre de la alta sociedad europea,[cita requerida] sobre todo tras el descubrimiento del tesoro de sus antepasados y su establecimiento en el castillo de Moulinsart. En efecto, un whisky y una buena pipa cerca de la chimenea parecen representar sus ideales de vida más profundos.
Idealista y de sólidas convicciones monárquicas, representa el arquetipo de caballero del mar.
Otra de las características de este personaje es su gusto por el alcohol (sobre todo el whisky), aunque aquí hay que diferenciar dos etapas de su vida claramente distintas: antes de su encuentro con Tintín, el marino era un borracho digno de lástima, maltratado por su lugarteniente Allan Thompson. Tras conocer al reportero, las cosas cambian (aunque no de forma inmediata) para el capitán, aunque no siempre haga honor a su título de Presidente de la Liga de Marinos Antialcohólicos.
Sin embargo, es su lenguaje lo que ha hecho famoso a este personaje, sobre todo los exabruptos que lanza en sus momentos de ira: "troglodita", "ectoplasma", "parásito", "pirata de carnaval" son solo algunos ejemplos.

## Apellido y nombre de pila
En 1931, Hergé vio la película del Capitán Caddok, y en 1935, decidió crear un personaje compañero de Tintín, aunque el autor ya había creado a los policías Hernández y Fernández. En una conversación con su esposa, Hergé se interesó por lo que había cenado, a lo que su mujer mencionó un tipo de pescado inglés llamado haddock (abadejo). Tardó hasta en Tintín y los pícaros a tener un nombre, Archibald, y en la traducción al castellano, Archibaldo. Dicho nombre se volvió a mencionar en el inacabado Tintín y el Arte-Alfa.

## Improperios
En el momento de la introducción del capitán Haddock a la serie en 1940, la caracterización del personaje le presentó un problema a Hergé. Como rudo marino, Haddock necesitaba tener un vocabulario adecuado, pero Hergé no podría usar palabras gruesas, ya que sabía que parte de su público lector incluía niños. La solución vino cuando Hergé recordó alrededor de 1933, poco después de que se firmara el Pacto de las Cuatro Potencias, haber escuchado a un comerciante usar la expresión "pacto de las cuatro potencias" como un insulto. Pulsado por este uso de un "insulto irrelevante", Hergé hizo que el capitán usara palabras extrañas o esotéricas que no eran realmente ofensivas, pero que proyectaría con gran enfado, como si fueran insultos muy graves. Estas palabras abarcaban una variedad de áreas, a menudo relacionadas con términos específicos de los campos de estudio científico.
La idea tomó forma rápidamente; la primera aparición del argot "haddockiano" fue en El cangrejo de las pinzas de oro, cuando el capitán se enfrenta a una banda de jinetes bereberes gritando expresiones como "troglodita" y "ectoplasma". Este uso de improperios variopintos y originales probó ser un éxito y fue un pilar en futuros libros. Consecuentemente, Hergé empezó a recolectar este tipo de palabras para usarlas en los estallidos de Haddock, en ocasiones incluso buscando en diccionarios para inspirarse. Como resultado, los insultos del capitán Haddock empezaron a incluir "bachi-bazuk", "visigodos", "cleptómano", "anacoluto", "parásitos", "vegetarianos" y "ectomorfo", entre muchos otros, pero ninguno puede ser considerado propiamente un insulto.
En cierta ocasión, este esquema pareció ser contraproducente. Fue cuando Hergé hizo que el capitán gritara la palabra "neumotórax" (una emergencia médica causada por el colapso del pulmón). Una semana después de que la escena apareciera en la revista de Tintín, Hergé recibió una carta de un padre cuyo hijo era un gran fan de Tintín y que tenía tuberculosis y había sufrido un colapso de pulmón. Según la carta, el niño estaba destrozado porque su cómic favorito hiciera burla de su propia condición. Hergé escribió una disculpa y retiró la palabra del cómic. Más tarde se descubrió que la carta era falsa, escrita y mandada por el amigo y colaborador de Hergé Jacques Van Melkebeke.[cita requerida]
Además de sus famosos insultos, las expresiones más famosas del capitán Haddock consisten en varias permutaciones de dos frases: ¡Mil millones de millares de mil demonios! y ¡Mil millones de rayos y centellas! (o rayos y truenos). Haddock usa tanto estas expresiones que Abdallah se dirige a él como Mil rayos.

## Otras apariciones
- En Las aventuras de Tintín: el secreto del Unicornio (2011), el personaje es interpretado por Andy Serkis.
- Tintín y Haddock hicieron una aparición en el décimo capítulo de la 21.ª temporada de Los Simpson: Érase una vez en Springfield. En el capítulo se abraza a su amigo llorando, cuando la princesa Penélope canta en un restaurante de París.
- También sale en el libro Las lágrimas de Shiva de César Mallorquí.
- Una estatua de resina a tamaño real del capitán Haddock fue expuesta en la Convención Internacional de Cómics de San Diego en 2012.[3]

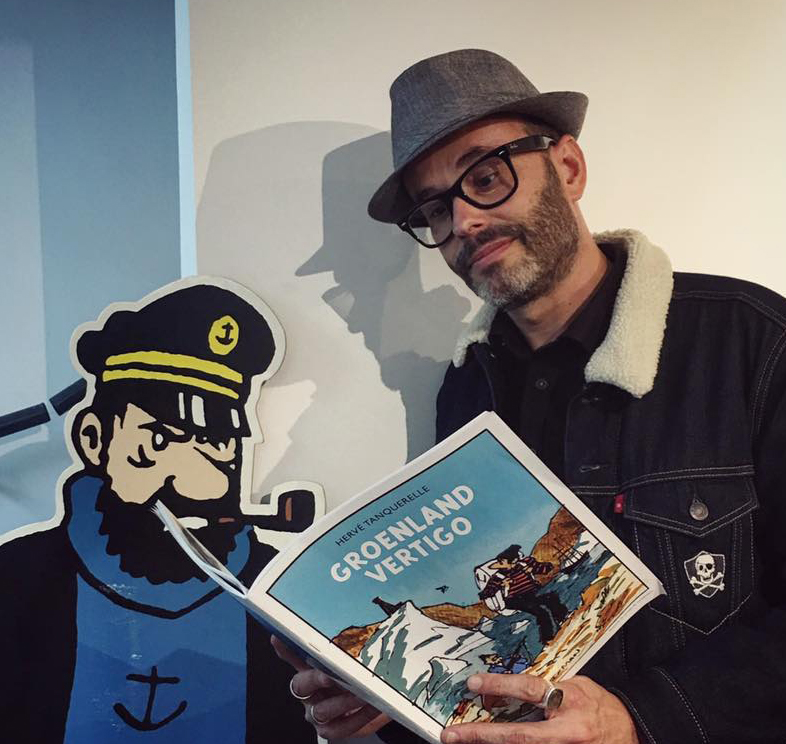
El Capitán Haddock y el historietista e ilustrador francés Hervé Tanquerelle.